# Acarboză
Acarboza (cu denumirea comercială Glucobay) este un medicament antidiabetic din clasa inhibitorilor de alfa-glucozidază, fiind utilizat în tratamentul diabetului zaharat de tipul 2. Calea de administrare disponibilă este cea orală.

## Utilizări medicale
Acarboza este utilizată în tratamentul diabetului zaharat de tip 2 (non-insulino-dependent), în asociere cu măsurile dietetice specifice.

## Mecanism de acțiune
Fiind un inhibitor de alfa-glucozidază și de alfa-amilază pancreatică, acarboza blochează aceste enzime care sunt utilizate pentru a digera unii carbohidrați la glucoză și alte monozaharide la nivelul intestinului subțire, scăzând astfel aportul alimentar de glucoză.

## Reacții adverse
Principalele efecte adverse asociate tratamentului cu acarboză sunt: diaree, flatulență și dureri abdominale.